# 액시엄

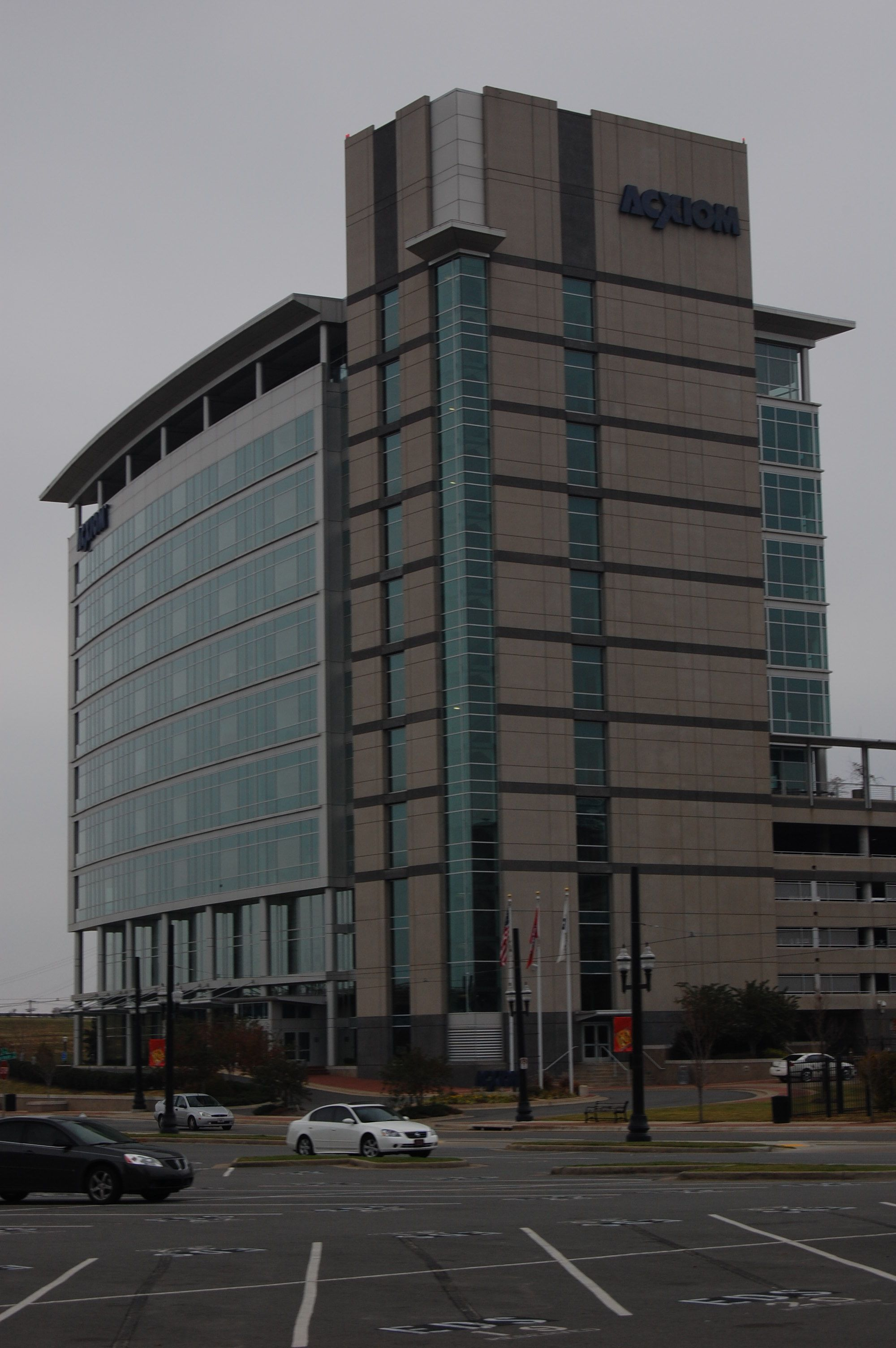

액시엄(Acxiom)은 1969년 설립된 미국의 데이터베이스 마케팅 전문기업이다. 고객DB관리, CRM분석, 비즈니스 컨설팅 등을 주 사업으로 한다. 2012년 기준, 미국 최대 규모의 정보거래업체로 알려져 있다. 전 세계적으로 약 5억명의 개인정보를 보유하고, 연간 50조件 거래내역을 분석한다. 미국인의 일상생활에 대해 미국 연방수사국이나 미국 국세청보다 훨씬 깊이 있게 조사한다는 평가를 받는다. 2011년 매출은 11억3천만 달러였으며, 주요 고객은 웰스 파고 등 금융권, 토요타, 포드 등 자동차 회사, 메이시스 등 백화점이다.